# Lambulosia aurantiaca
Lambulosia aurantiaca là một loài bướm đêm thuộc phân họ Arctiinae, họ Erebidae.